# Neoscona holmi
Neoscona holmi är en spindelart som först beskrevs av Schenkel 1953.  Neoscona holmi ingår i släktet Neoscona och familjen hjulspindlar. Inga underarter finns listade i Catalogue of Life.